# نژادهای اسب

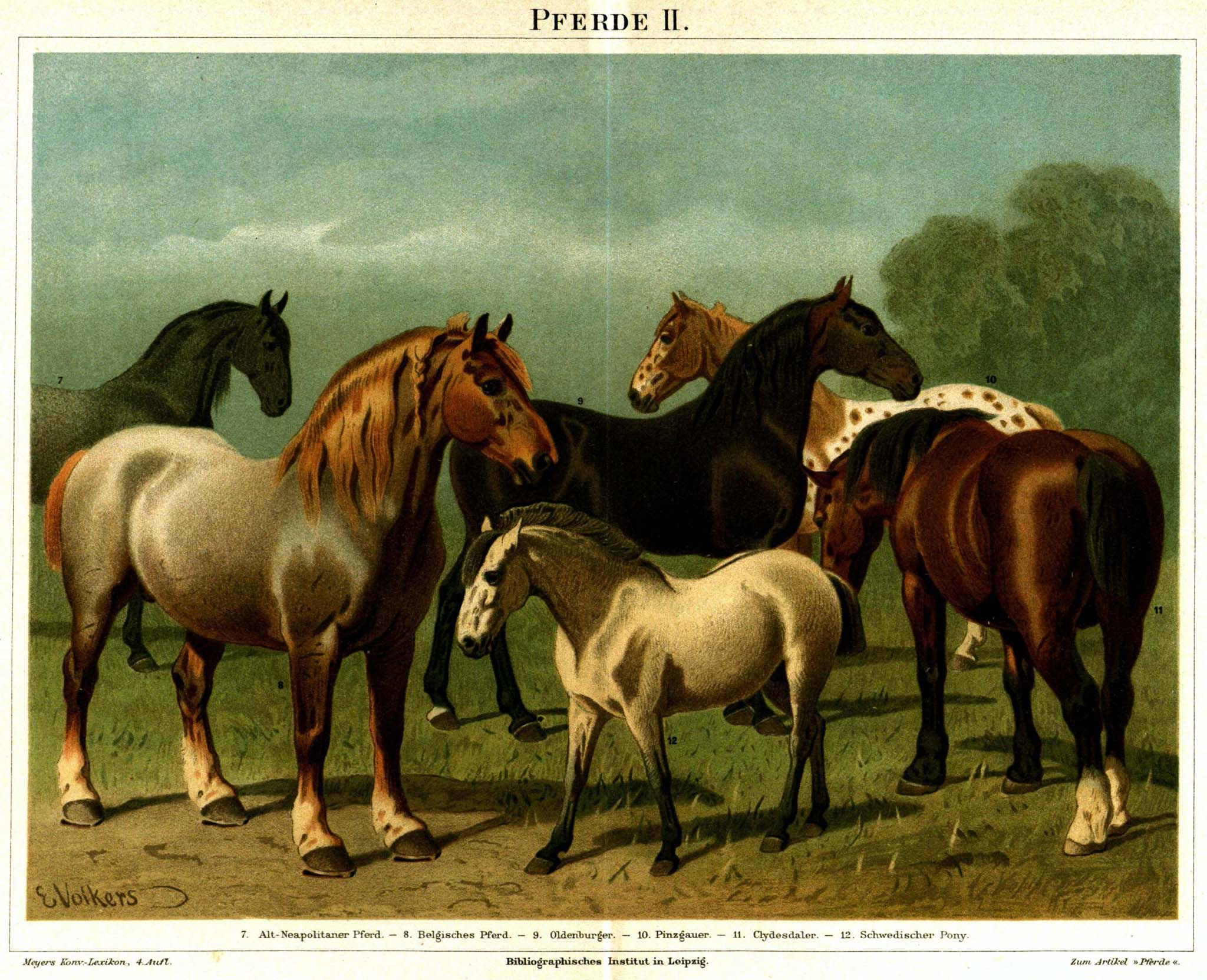

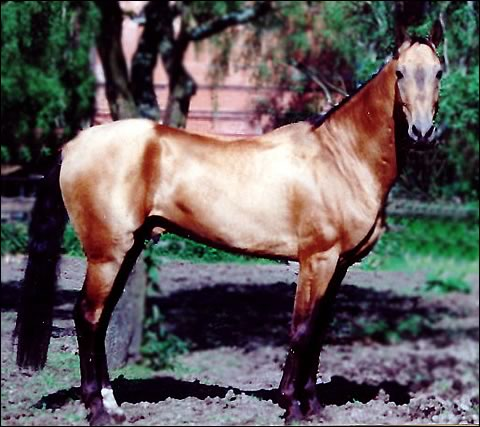
اسب آخال‌تکه. برخی آن را از ریشه اسب ترکمن می‌دانند

نژادهای اسب زیاد و متفاوت است. این فراوانی حاصل آمیختگی اسب‌ها توسط انسان، و نیز انتخاب طبیعی است. به‌طور کلی اساس جدا کردن اسب‌ها از اسبچه‌ها، قد آن‌ها است. بلندی اسب (جدوگاه) باید از ۱٫۴۸ متر بیشتر باشد. با این وجود استثنا نیز وجود دارد. (مثلاً فالابلاو یا کاسپین).اسب های ژپ پر منبع آب سکونت دارند 

در اینجا نام و توضیح برخی از نژادهای اسب آورده شده‌است:

## اسب عربی
نژادی که امروز به نام اسب عربی شناخته می‌شود، کهن‌ترین نژاد اسب و تنها نژاد کاملاً خالص و اصیل است که نقشی اساسی در تاریخ انسان و اسب بازی کرده‌است. اسب عربی در مراتع غنی در امتداد بین‌النهرین (که اکنون شامل کشورهای عراق، سوریه، قسمت‌هایی از ایران و شبه‌جزیرهٔ عربستان می‌گردد) رشد و تکامل یافت. خاستگاه نام «عرب» مبهم است. بنا به عقیدهٔ برخی ممکن است از کلمهٔ عبری «Arabha» به معنی سرزمین تاریک یا جلگهٔ وسیع بی‌درخت مشتق شده‌است اگر چه خاستگاه اسب عرب به صورت یک معما باقی‌مانده ولی بر اساس شواهد باستان‌شناسی آنچه مشخص است، این نژاد قدمتی حدوداً پنج هزار ساله دارد. اجداد اسب عرب کمی کوچک‌تر از اسب عرب امروزی بوده‌اند ولی در سایر موارد اسب عرب امروزی بسیار شبیه به اجداد باستانی خود است. جندین خصوصیت ویژهٔ اسب عرب را از دیگر نژادهای اسب متمایز کرده‌است که برجسته‌ترین آن‌ها سر اسب عرب است. ویژگی‌های سر در اسب عرب نیمرخ مقعر، چشمان برجسته، منخرین بزرگ، پوزهٔ ظریف و گوش‌های کوچک و شکیل است.
قد این اسب‌ها بین ۱٫۴۵ تا ۱٫۵۵ متر است. آن‌ها می‌توانند هر رنگی داشته باشند ولی سیاه و سفید نیستند. موهای اسب عرب ابریشم مانند است. یکی از خصوصیات آن دمش است که بالا نگه داشته شده‌است (حتی به هنگام حرکت). از خصوصیات دیگر آن سر کوچک و برجسته، گردن بلند و کمانی، کمر کوتاه، کپل بالا و افقی و پاهای محکم آن است. پوست اسب عرب نازک است، به‌طوری که رگ‌های آن به‌خصوص در سر، مشخص هستند. پیشانی آن صاف است سوراخ‌های بینی آن باز هستند. به‌علاوه، اسب عرب برخلاف دیگر نژادها ۱۷ دنده و ۵ مهرهٔ کمری دارند (به جای ۱۸ دنده و ۶ مهرهٔ کمری).

### ویژگی‌های اندام‌شناسی اسب اصیل عربی
معمولاً وضعیت اندام‌شناسی یک اسب در سه بخش سر، بدن و یال و دم و اندام حرکتی مورد بررسی قرار می‌گیرد. قد اسب عرب را از سطح زمین تا مرتفع‌ترین ناحیهٔ جدوگاه ۱۴۲ تا ۱۴۹ سانتی‌متر و گاهی حدود ۱۴۵ سانتی‌متر مطرح کرده‌اند.
الف) سر:
- پیشانی: معمولاً عریض، مسطح یا کمی برجسته است.
- روی بینی: در اسب‌هایی که قسمت وسط بینی در مقطع طولی و نمای عرضی، عرض کمی داشته باشد آن را جمع می‌نامند که برخی نویسندگان این ویژگی را در اسب عرب مطرح می‌کنند ولی یکی از ویژگی‌های اسب عرب در این ناحیه مقداری فرورفتگی در سطح طولی است و گاهی هم صاف دیده می‌شود، روی بینی اسب خوزستان عمدتاً صاف است.
- انتهای بینی و منحزین: در اسب عرب انتهای بینی به‌طور واضح برجسته است و منحزین کاملاً گشاد و ناصاف است.
- گوش: معمولاً گوش‌های اسب عرب کوچک هستند. گوش اسب عرب از اسب ترکمن کوچک‌تر است.
- چشم: یکی از ویژگی‌های بارز اسب عرب چشم‌های زیبای آن هستند که جذابیت و زیبایی خاصی به چهرهٔ آن می‌بخشند ولی به‌طور کلی چشم‌های اسب عرب درشت، گرد و معمولاً حدقهٔ برجسته دارند که برجستگی حدقه در چشمان اسب عرب از ویژگی‌های شاخص آن است.
- گونه: گونه در اسب عرب مشخص است. معمولاً دارای سطحی گرد است.
- لب‌ها: باریک و متناسب است و زیبایی خاص به چهره می‌دهد.

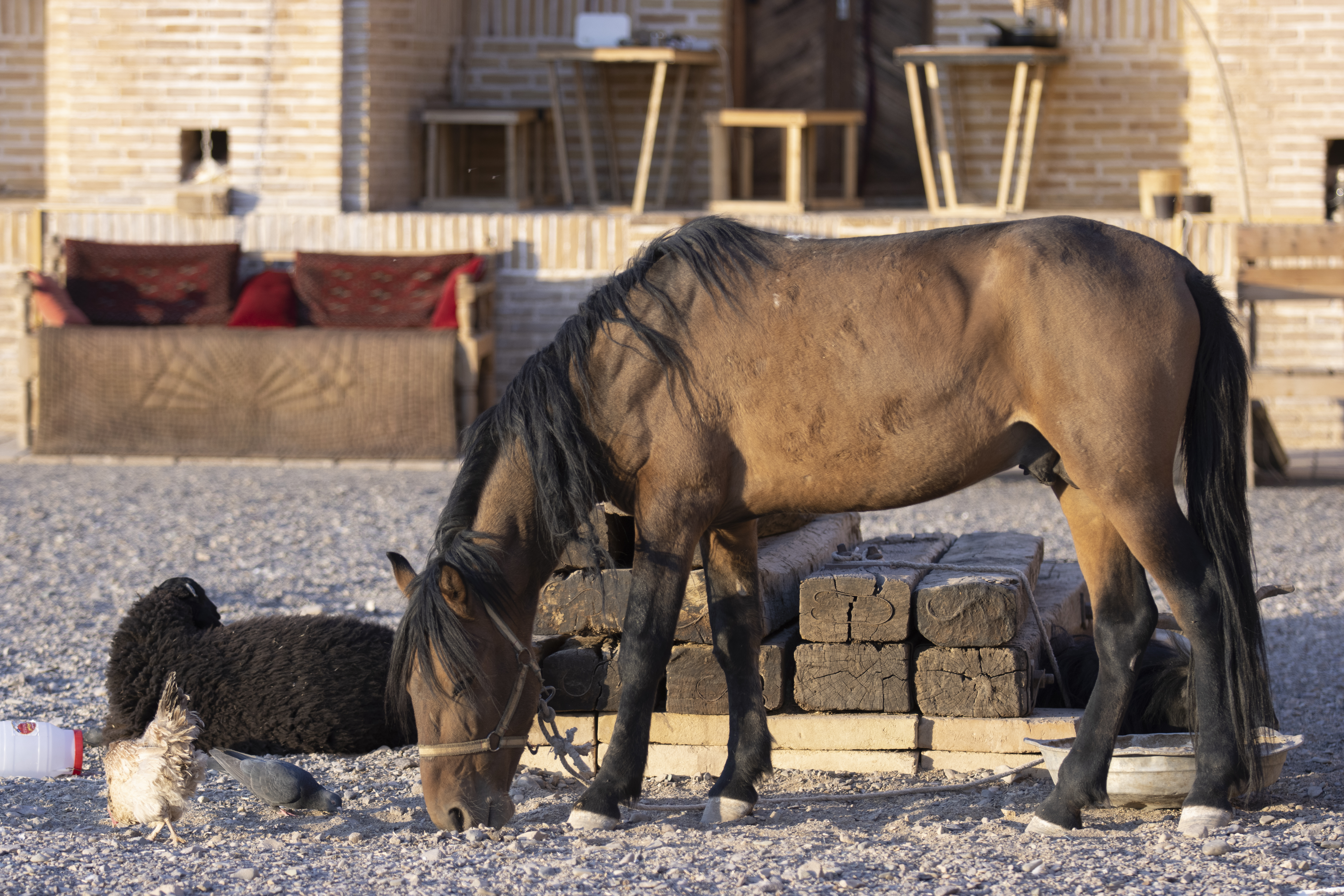
اسب ایرانی در پارک ملی کویر

به‌طور کلی اگر بخواهیم از اختصاصات عمومی و ویژگی‌های اختصاصی ناحیهٔ سر در اسب عرب صحبت کنیم می‌توان گفت که اسب عرب سری متناسب با بدن خود دارد که سر در ناحیهٔ گونه‌ها عمق زیادی دارد و معمولاً در ناحیهٔ پیشانی در حد فاصل چشم‌ها برجستگی سپر مانندی به نام جبه دارد و در ناحیه لب‌ها و پوزه کمی جمع‌تر می‌شود و کلاً سر فرمی مثلثی شکل پیدا می‌کند و در ناحیه دو فک تحتانی فضای وسیعی وجود دارد که در اسب خوب این فاصله منحصربه‌فرد است.
ب) مشخصات بدن و یال و دم:
- جدوگاه: معمولاً چون اسب عرب دارای اتصال قوی گردنی – سینه‌ای است در نتیجه ارتفاع جدوگاه با گردن یکی شده و معمولاً جدوگاه مشخص در اسب عرب به چشم نمی‌خورد و به صورت پیوسته با گردن بلندی می‌یابد.
- کمر: معمولاً زین‌گاه اسب عرب اندکی پایین‌تر از سطح کپل و جدوگاه است که مقدار این پایین‌افتادگی کمر بسیار متناسب با بدن و خوش‌فرم است.
- کپل: کپل اسب عرب یکی از ویژگی‌های اندام‌شناسی آن است معمولاً اسب عرب دارای کپل گرد و کاملاً برجسته و بسیار خوش فرم است.
- سینه: این ناحیه در اسب عرب هم در عرض و هم در طول عمق متناسبی دارد و به خاطر عرض زیاد و متناسب آن ناحیه با ناحیه شکم پیوسته به نظر می‌رسد. در هر صورت این عمق متناسب سینه به همراه منخرین گشاد و فاصله زیاد دو فک تحتانی، شرایط تنفسی خوبی را برای این نژاد فراهم می‌سازد. در هر صورت سینه عریض و عضلانی از اختصاصات این نژاد است.
- شکم: در اسب عرب شکم به صورت مدور و استوانه‌ای در امتداد سینه قرار دارد.
- یال و دم: یال و دم بلند و پرپشت در اسب عرب یکی از ویژگی‌های بارز و شاخص این نژاد است که زیبایی و جلوه زیادی به آن می‌بخشد. یکی از ویژگی‌های اسب عرب بالا گرفتن دم در هنگام حرکت است.

ج) اندام‌های حرکتی:
از شاخص‌ترین ویژگی‌های اندام حرکتی سم‌های سخت، بزرگ و معمولاً مقطع گرد آن‌ها است. همچنین دست‌ها و پاها کاملاً عضلانی و قلم در اندام‌های حرکتی جلو و عقب قطر متناسب و قوی دارند و همچنین یکی از ویژگی‌های اسب عرب وجود موهایی در پشت ناحیه بخلق است که به نام Feather نامیده می‌شوند. همچنین در مفصل خرگوشی (Hock) در اسب عرب خمیدگی نسبت به بقیه نژادها اندکی بیشتر است).
یکی از ویژگی‌های اسب عرب، گردن آن است که معمولاً اسب عرب قوسی در ناحیه گردن دارد که معمولاً به سر فرمی قوسی‌شکل یا قویی‌شکل می‌دهد که اصطلاحاً به آن Mitbah می‌گویند.

### تفاوت اساسی ساختار و ترکیب بدن اسب عرب با اسب‌های دیگر
اسب‌های دنیا دارای ۱۸ دنده – ۶ مهره کمری و ۱۸ مهره دمی هستند اما اسب عرب دارای ۱۷ دنده – ۵ مهره کمری و ۱۶ مهره دمی است. این اختلاف، به تحرک زیاد و ناحیه دم حیوان کمک می‌کند. ناحیه پشت حیوان کوتاه و تا حدودی مقعر است. دست و پای قوی و بدن جمع و جور از صفات خوب اسب عرب است.

## اسب ترکمن

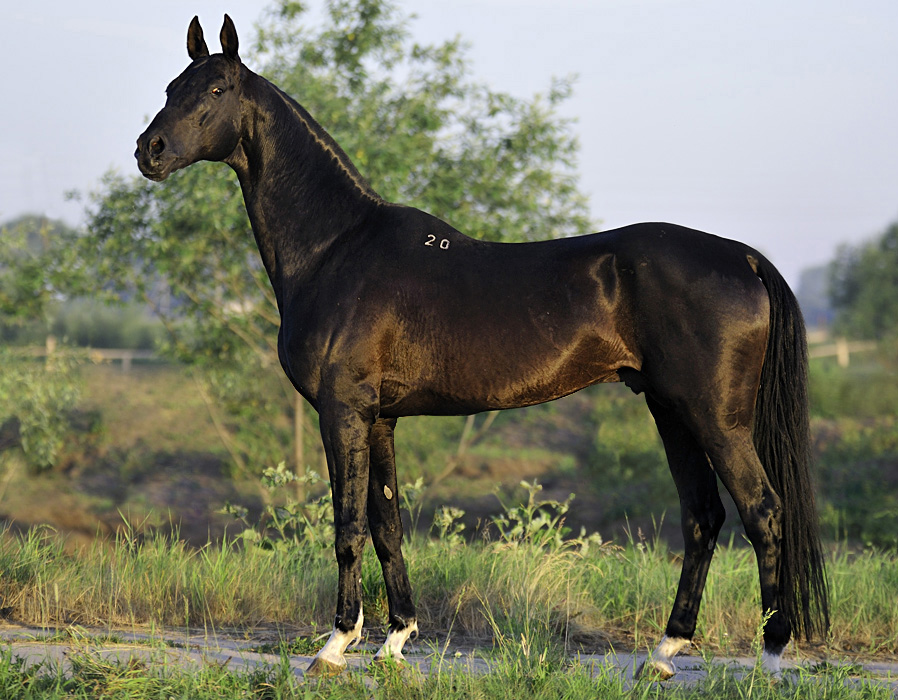
آخال‌تکه

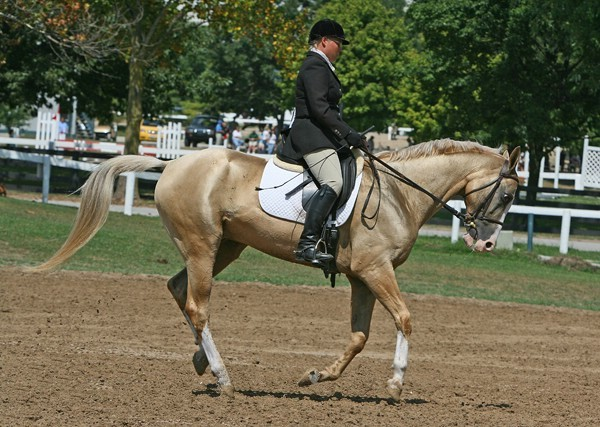
اسب آخال‌تکه. برخی آن را از ریشه اسب ترکمن می‌دانند.

اسب ترکمن نژادی زیبا از اسب‌ها است که در منطقهٔ ترکمن‌صحرا زیست کرده و پرورش می‌یابد. رنگ آن‌ها بیشتر خاکستری رنگ است و بدنی کشیده و لاغر دارند. شکم آن‌ها برخلاف بسیاری از نژادهای دیگر اسب‌ها، تخت و به معنی دیگر شکم آن‌ها لاغر است. صادرات این اسب به خارج از ایران ممنوع است.
اسب ترکمن اسبی است دارای ویژگی‌های منحصربه‌فردی از جمله: قد ۱۴۸ تا ۱۵۵ سانتی‌متر، گوش‌های بلند و متحرک، سینه فراخ و متناسب، کپل کم‌شیب با عرض خوب، مفاصل قوی، سم‌های محکم با زاویه مناسب، تحمل حرکات سنگین ورزشی و…است. رنگ‌های اصلی این نژاد: کهر، نیله، کرنگ، سمند و قره‌کهر است.
نژادهای شناخته شده از اسب ترکمن در چهار گروه: یومود، آخال‌تکه، چناران (مخلوط از تلاقی اسب ترکمن و عرب) و گوگلان (منقرض گردیده) دسته‌بندی شده‌اند.
اسب ترکمن اندامی کشیده، دُمی باریک، سر و گردن زیبا دارد. برای اسب‌های با نژاد ترکمن در سال‌های گذشته ذخیره‌های ژنتیک این اسب، تقاضای جهانی یافته‌است. اسب ترکمن در نزد ترکمن‌ها پیشینه‌ای طولانی در سنن و زندگی صحرانشینی و جنگ و گریزها در گذشته داشته‌است.
گفتنی است برنامه‌های اشتباه ایران در نیم قرن گذشته لطمه زیادی به ذخیره ژنتیکی اسب‌های ترکمن زده‌است و متأسفانه تعداد اسب‌های ترکمن خالص و خوب به شدت کاهش یافته‌است.
امروزه خالص‌ترین اسب‌های ترکمن ایران را در ترکمن‌صحرا (استان گلستان) و منطقه راز و جرگلان از توابع استان خراسان شمالی می‌توان یافت که بیشترین جمعیت این اسب را دارا هستند. در سال‌های اخیر توجه بیشتری به تولید اسب‌های ترکمن شده‌است. تعدادی اندک و پراکنده از این نژاد توسط علاقه‌مندان در تبریز، اصفهان، تهران و همدان نیز نگهداری می‌شوند.

## اسب انگلیسی (تروبرد Thoroughbred)

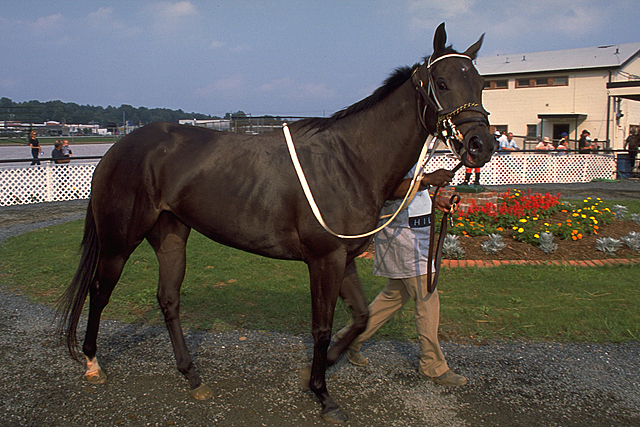
اصیل انگلیسی (تروبرد)

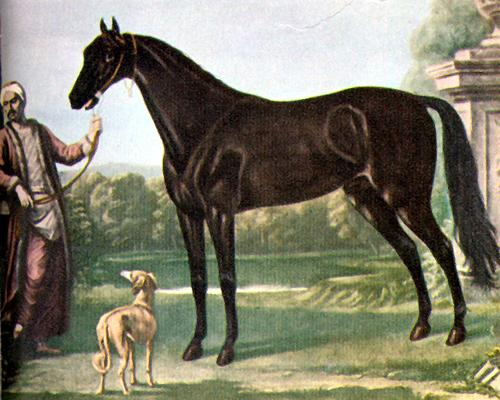
بایرلی ترک. یکی از اجداد نژاد تروبرد، احتمالاً یک اسب ترکمن بوده‌است.

این نژاد، پیشینه‌ای طولانی ندارد و از آمیزش اسب‌های اصیل عربی با اسب‌های محلی در انگلستان به وجود آمده‌است. بلندی جدوگاه اسب‌های اصیل انگلیسی بین ۱٫۶۵ تا ۱٫۸۰ متر است. اسبان این نژاد تیزپاترین اسب‌های دنیا هستند و از آن‌ها در مسابقات اسب‌دوانی به خصوص مسابقات تاخت استفاده می‌شود. این اسب‌ها معمولاً در مسابقات درساژ و پرش با اسب نیز موفق هستند. اسب‌های اصیل انگلیسی نسبتاً حساس، زودشکن و عصبی هستند، که با توجه به تقلا و ریسکی که حین مسابقات می‌کنند قابل توجیه‌است. رنگ بدن آن‌ها نیز معمولاً کهر، کهر تیره، خاکستری و مشکی است. رنگ‌های ابرش و طلایی نیز در آن‌ها دیده می‌شود. رنگ سفید بسیار نادر است. گردن و پاهای این نژاد بسیار کشیده‌است.
در ایران تعداد کمی از این نژاد اسب وجود دارد و به صورت وارداتی است. از سال ۲۰۱۷ به بعد دیگر این نژاد به ایران وارد نشد. این نژاد اسب از قیمت نسبتاً بالایی برخوردار است. لازم است ذکر شود که تنها نژاد از اسب هاست که تغییر ژنتیکی نداده‌است و گونه غیر اصیل از آن برخلاف نژادهای دیگر وجود ندارد و با جفت غیر همگون خود جفت‌گیری نمی‌کند.

## هانوورین (Hanoverian)
اسب‌های هانوورین یا هانووری شناخته‌شده‌ترین اسب‌های نژاد خونگرم اروپایی به‌شمار می‌روند و در ایالات متحده و همچنین در کل جهان به خوبی شناخته شده‌اند. اسب نژاد هانوورین در رشته‌های پرش، درساژ و سه‌روزه عملکردی بسیار خوب دارد.
بنابراین اگر در فکر خرید اسبی برای سوارکاری حرفه‌ای و شرکت در مسابقات پرش و به ویژه درساژ هستید اسب نژاد هانووری برایتان مناسب است. موفقیت‌هایی که این نوع اسب در رقابت‌های مختلف به دست آورده‌است برتری او را به خوبی نشان می‌دهد. در المپیک سال ۱۹۹۲، ۱۳ مدال به اسب‌های نژاد هانووری تعلق گرفت و ۴ عنوان قهرمانی پی‌درپی پرورش اسب جهان همراه با ۵ مدال طلا، ۱ نقره و ۲ برنز در مسابقات درساژ و پرش نمایشی در المپیک سال ۱۹۹۶ جایگاه این اسب‌ها را هرچه بیشتر نشان داد.
انجمن اسب هانوورین آمریکا در سال ۱۹۷۸ شکل گرفت.

### پیشینهٔ نژاد هانووری
این نژاد از ایالت نیدرزاکسن واقع در شمال آلمان منشأ گرفته‌است که پادشاهی سابق هانووری در آن وجود داشت. در آنجا یک صنعت پر رونق پرورش اسب در شهر [سل] ([Celle]) به مدت تقریباً ۳۰۰ سال وجود داشت. با این‌که نسب‌نامهٔ اسب هانووری رسماً از سال ۱۸۸۸ آغاز شد، اما نسب‌نامه‌های دقیق از سال‌های سدهٔ ۱۷۰۰ میلادی نگه داشته شده بود. در اصل تولید نژاد هانووری از آنجا آغاز شد که اسب نژاد تروبرد با مادیان هولشتاینر یا هولستینر (Holsteiner) جُفت شد تا اسب‌هایی با خصوصیات بهتر برای استفاده‌های نظامی و مزرعه‌داری تولید شود. اما در سدهٔ گذشته، برنامه‌های تولید نژاد هانووری به سمت تأمین نیاز به اسب‌هایی ورزشی برای سوارکاری سوق یافته‌است که باعث شد نژادهای مناسب دیگر اسب نیز به این برنامه وارد شوند. اسب نژاد هانووری مدرن حاصل کار این برنامه‌ها است.

### ویژگی‌های اسب هانووری

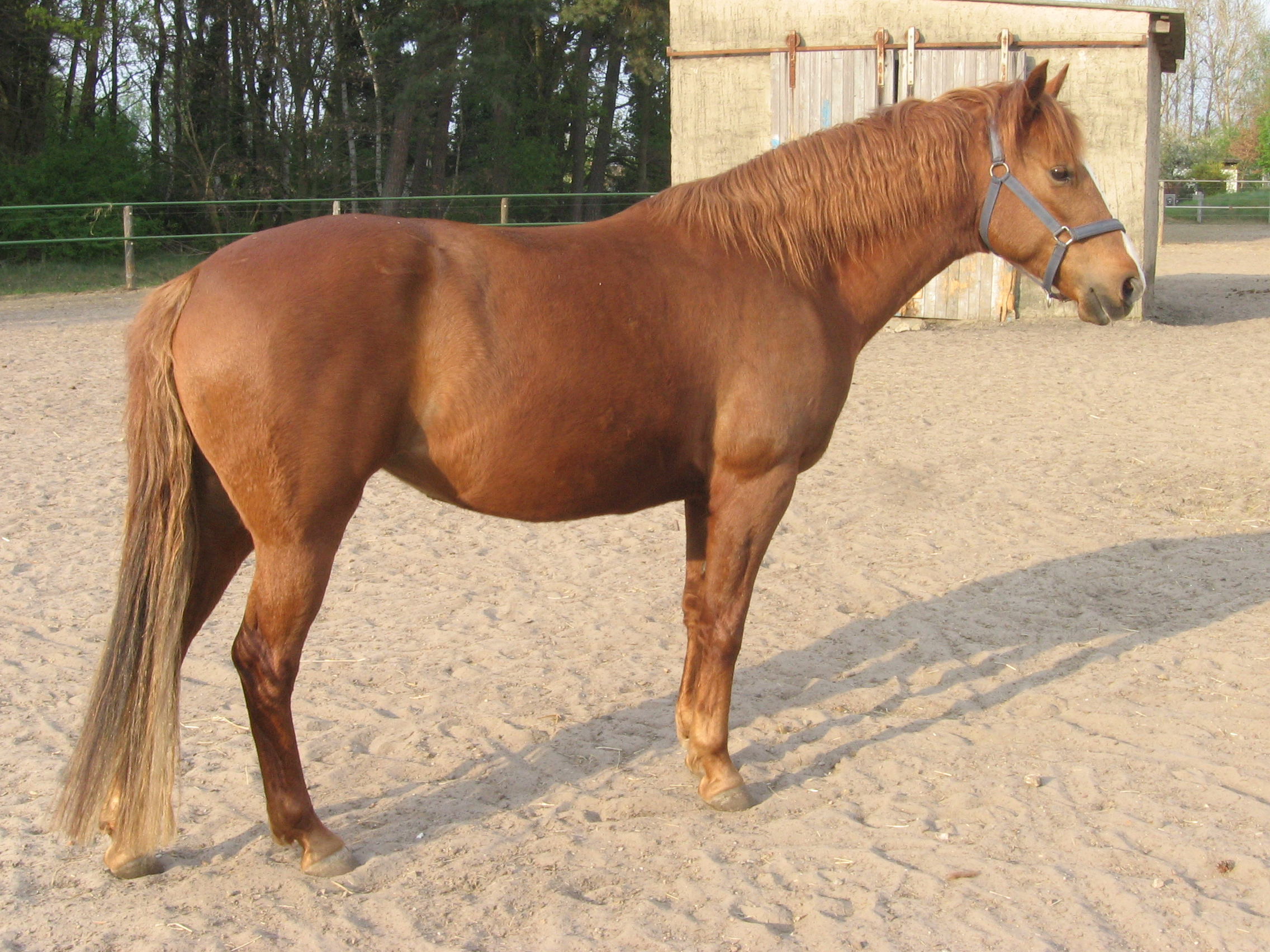

شیوهٔ راه رفتن اسب نژاد هانووری بسیار با انعطاف است و به طرزی نرم گام برمی‌دارد، یورتمه رفتن آن حالت شناوری دارد، و در هنگام تاخت، حرکتش سریع، منظم و ریتم‌دار است. شاید به همین دلیل باشد که این نوع اسب را برای درساژ بسیار مناسب می‌دانند. قد اسب هانووری به ۱٫۵۳ تا ۱٫۶۲ سانتی‌متر می‌رسد. این اسب‌ها اسب‌هایی قدرتمند و ورزشی هستند و رفتاری کاملاً آرام و متعادل دارند.

#### ویژگی‌های فیزیکی این نژاد
پشت قوی، بدن و اندام زیبا، حرکات ورزشی سبک و زیبا. بسیار مناسب جهت درساژ. به رنگ‌های شابلوطی، قهوه‌ای، سیاه، سفید و خاکستری وجود دارند.

#### ویژگی‌های اخلاقی
مهربان و باهوش هستند و یه آسانی به تربیت و تعلیم پاسخ می‌دهند. اغلب دارای خلق و خوی ثابت هستند.

## اسب کوارتر (Quarter)

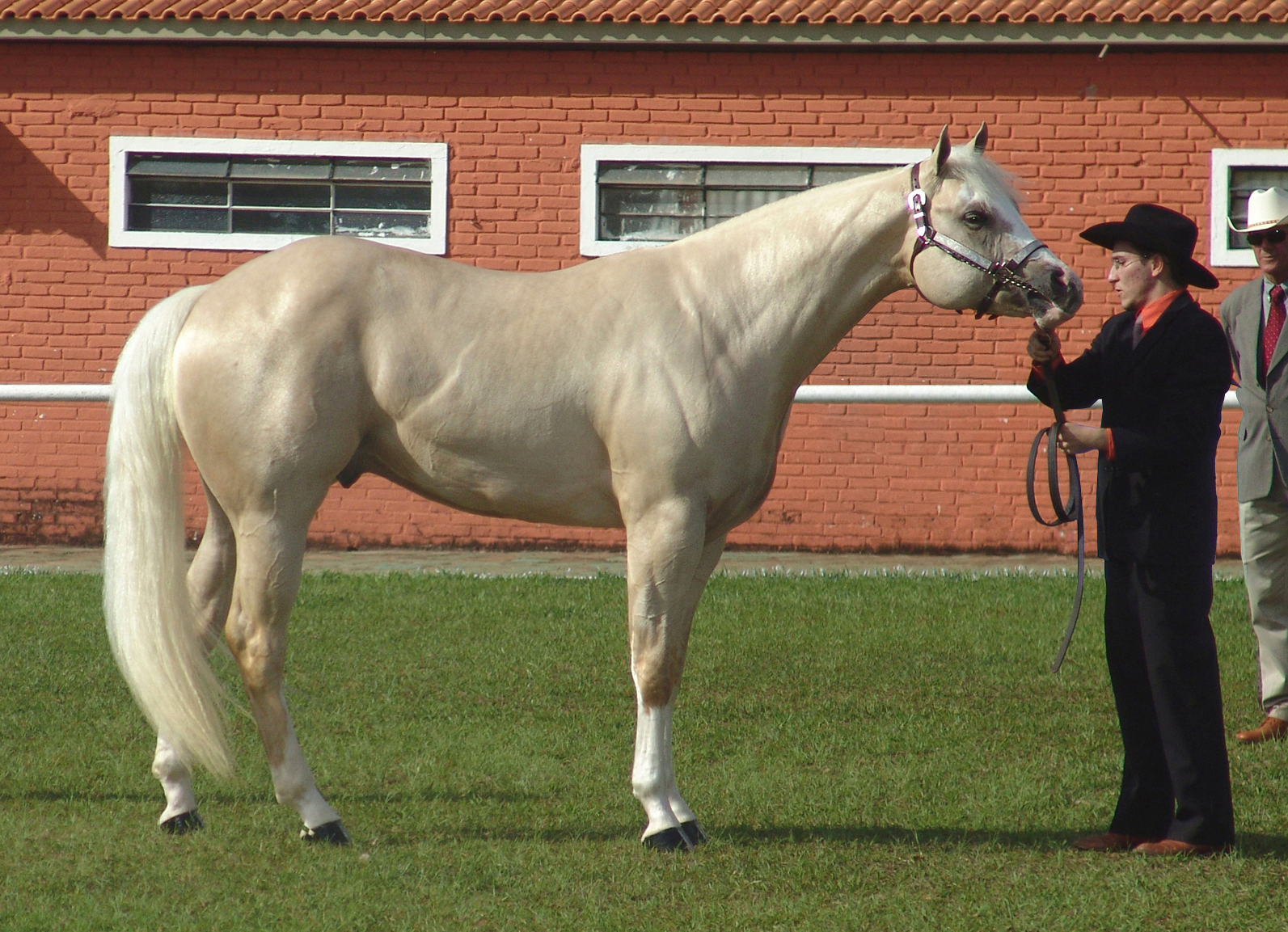
کوارتر آمریکایی

این نژاد آمریکایی بوده و از آمیزش نژادهای عرب، بارب و اسپانیایی به وجود آمده و با آمیزش با اسب‌های اصیل انگلیسی اصلاح یافته‌است. قد متوسط آن حدود ۱٫۵۰ متر است. سر آن کوچک و مثلث شکل است و بدنی عضلانی دارد. سرعت این اسب در مسافت‌های کوتاه بالاست و در مسابقات وسترن و رودئو مورد استفاده بسیار قرار می‌گیرد. تقریباً همهٔ رنگ‌ها در این نژاد دیده می‌شوند.

## آپالوسا

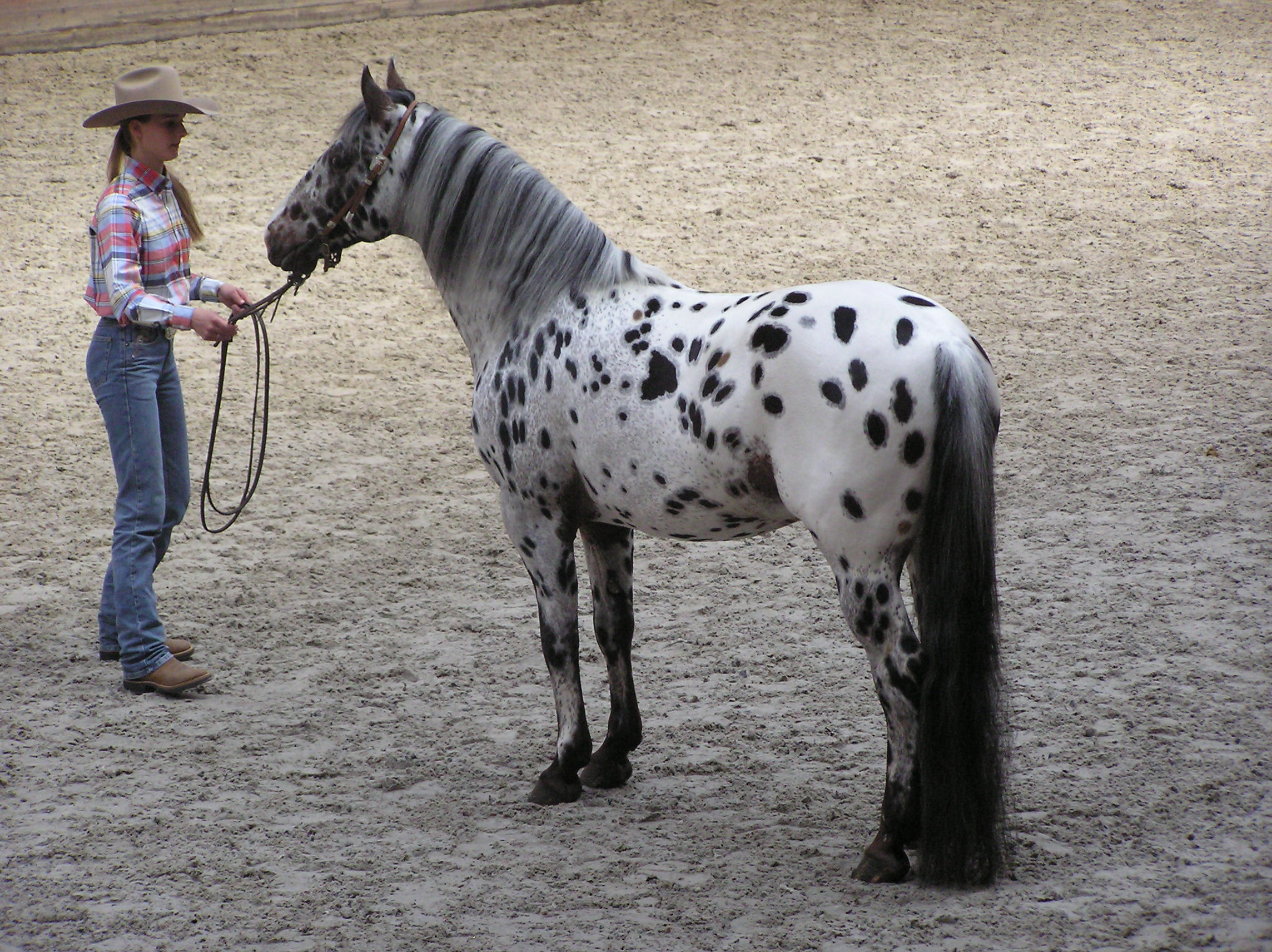
آپالوسا

اسب آپالوسا به اسب سرخ‌پوستی هم معروف است؛ زیرا برای اولین بار توسط سرخ‌پوست‌ها پرورش داده شده‌است. اسب آپالوسا حاصل پرورش انتخابی توسط سرخپوستان Nez Perce ایداهو در شمال شرقی اورگن و جنوب شرقی واشینگتن بوده‌است. آن‌ها اساس این نژاد را اسب‌های اسپانیایی قرار دادند. آپالوسا نیز نامی است که از رودخانه‌ای به نام پالوس، نزدیک یکی از قبایل سرخ‌پوست گرفته شده‌است.
در ژورنال لوئیس و کلارک از سفرهای سال ۱۸۰۶ آن‌ها از این اسب‌های خالدار یاد شده‌است.
پس از این‌که ارتش سواره‌نظام ایالات متحده، سرخ‌پوستان را تا کوه‌های بیرپا در مونتانا دنبال کرد و آن‌ها را قتل‌عام نمود، این نژاد اسب تقریباً از بین رفت. در سال ۱۹۳۸، گروهی از حامیان اسب در مسکو، آیداهو، یک مرکز ثبت نژاد اسب آپالوسا تشکیل دادند و برای نجات و حفظ این نژاد تلاش کردند. این نژاد در حال حاضر سومین نژاد پرجمعیت اسب در جهان است.
شاید منحصربه‌فردترین ویژگی اسب‌های آپالوسا، خالدار بودن یعنی وجود لکه‌های رنگی روی بدن آن‌هاست که در شکل‌ها و رنگ‌های مختلف بر روی زمینه‌های متنوع دیده می‌شود. به همین دلیل اسب‌های این نژاد از نظر ظاهری بسیار متنوع هستند. معمول‌ترین الگوی خال‌های بدن اسب آپالوسا، رنگ تیرهٔ کل بدن با خال‌های روشن (دانه برفی) یا رنگ روشن کل بدن با خال‌های تیره (پلنگی) است.
اسب خالدار به شکل‌های دیگری نیز دیده می‌شود، از جمله بدن برفکی با لکه‌های سفید، رنگ سفید مرمری که کل بدن اسب را پوشانده، یا لکه سفید بزرگی روی کپل اسب که معمولاً خال‌های تیره‌رنگ هم روی آن وجود دارد. سم اسب آپالوسا عموماً راه‌های سیاه یا سفید دارد.
نژاد آپالوسا امروزه به واسطه ترکیب آن با اسب کوارتر دارای انواع گوناگونی است. بسیاری از آپالوساها یال و دم کم‌پشت دارند، و بعضی افراد معتقدند چشم اسب‌های آپالوسا حالتی انسان‌گونه به آن‌ها می‌دهد.
قد اسب آپالوسا بین ۱۴٫۳ تا ۱۵٫۴ وجب است. بلندی جدوگاه این اسب‌ها بین ۱٫۴۲ تا ۱٫۶۳ متر است و دارای سینه‌ای پهن و کمری کوتاه هستند.
از دیگر ویژگی‌های شناخته شدهٔ اسب آپالوسا، طبیعت آرام آن است. این اسب‌ها را می‌توان برای اهداف مختلف استفاده کرد؛ در پرش قدرتمندند و در رویدادهای وسترن و سه‌روزه قابلیت بالایی نشان داده‌اند. آپالوسا برای پیمودن مسیرهای طولانی نیز کاملاً مناسب است.

## فالابلا

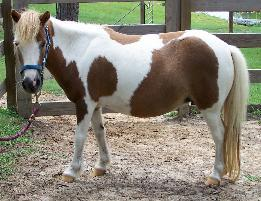
فالابلا

با این که فالابلا از نظر قد، اسبچه محسوب می‌شود، ولی به دلیل ریشه‌های نژادش در لیست اسب‌ها قرار می‌گیرد. این نژاد به احتمال قوی از آمیزش اسب‌های اصیل انگلیسی با شتلندها (Shetland) به وجود آمده‌است. قد فالابلا حدود ۷۸ سانتی‌متر است و به نوعی یک اسب مینیاتوری محسوب می‌شود. با این وجود، نسبت به قد کوتاهش از توان بدنی بالایی برخوردار است.

## شایر (Shire)
این نژاد از شمال انگلستان ریشه می‌گیرد و بزرگ‌ترین نژاد اسب است. قد شایرها به ۲ متر نیز می‌رسد. وزن آن هم حدود ۱ تن است. این نژاد نیز بسیار قدیمی بوده و نام آن توسط سزار هزاران سال پیش در ماجرای جنگ‌های گالی (Gaules) آمده‌است. رنگ شایرها معمولاً سیاه بوده، ولی به رنگ کهربایی با لکه‌هایی سفید در پاها یا سر نیز دیده می‌شوند. بدن آن‌ها بسیار عضلانی و قوی است و از آن‌ها برای کشیدن درشکه یا گاری استفاده می‌شد. این نژاد بسیار آرام، مهربان و مطیع است.

## اسب اسپانیایی (اَندلسی)

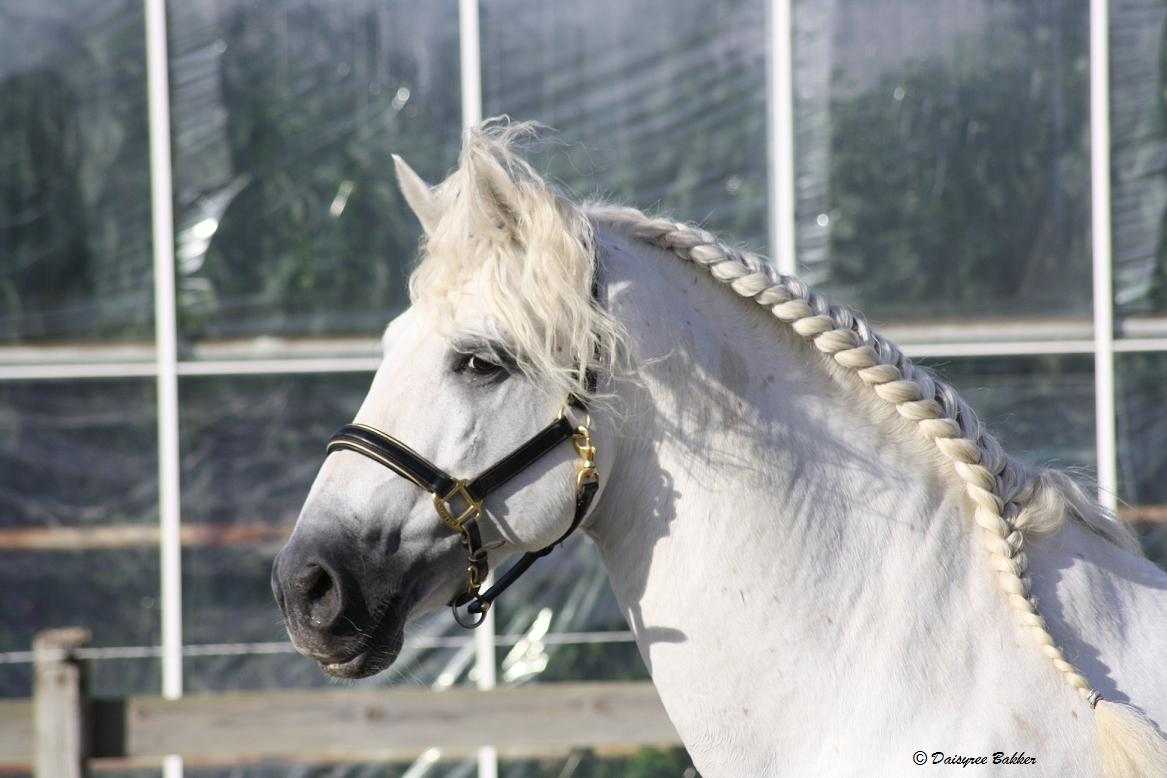
اسب اسپانیایی (اَندلسی)

این نژاد قدیمی از منطقه‌ای به نام «اَندَلُس» در اسپانیا ریشه می‌گیرد. قبل از قرون وسطی، این اسب‌ها به دلیل چابکی و نرمی حرکات، در جنگ‌ها بسیار مورد استفاده قرار می‌گرفتند. در قرون وسطی، به دلیل سنگینی سلاح‌های جنگی، اسب‌های درشت هیکل‌تر ترجیح داده می‌شدند تا این که با رنسانس نرمی و سبکی حرکات این اسب‌ها دوباره مورد توجه قرار گرفت. امروزه از این نژاد به خصوص در نمایش‌ها و سیرک‌ها استفاده می‌شود.
بلندی این اسب‌ها بین ۱٫۵۵ تا ۱٫۶۵ متر است و معمول‌ترین رنگ آن‌ها خاکستری است. رنگ آن‌ها با بالا رفتن سن به تدریج روشن‌تر می‌شود. یال اسبان اصیل اسپانیایی بلند و حالت دار است.

## فریسن (Friesian)

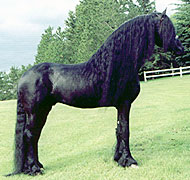
اسب فریسن

اسب فریسن از جمله قدیمی‌ترین نژادهای اسب‌هاست. استخوان‌های سه هزار سالهٔ آن در اروپا در هلند کنونی یافت شده‌اند. ابتدا از فریسن برای کشیدن گاری استفاده می‌شد. در قرون وسطی به‌دلیل ظاهر و وقار و حرکات شاهانه‌اش در دوئل‌ها برای از رو بردن حریف استفاده می‌شد.
قد متوسط فریسن بین ۱٫۵۵ تا ۱٫۶۵ متر است. بعضی از فریسن‌ها به ۱٫۷۵ متر نیز می‌رسند. رنگ آن‌ها معمولاً سیاه یک‌دست است، به همین دلیل به مروارید سیاه معروف‌اند. یال و دم آن‌ها نیز مشکی، بلند و مجعد یا حالت‌دار است. حرکات این اسب، به خصوص به هنگام یورتمه بسیار باوقار است. رفتار این اسب‌ها به طلا معروف است، زیرا بسیار قابل اعتماد هستند و به صاحب خود دلبستگی زیادی دارند. همچنین در بسیاری از مسابقات مثل درساژ بسیار خوب عمل می‌کنند.

## انگلیسی-عرب

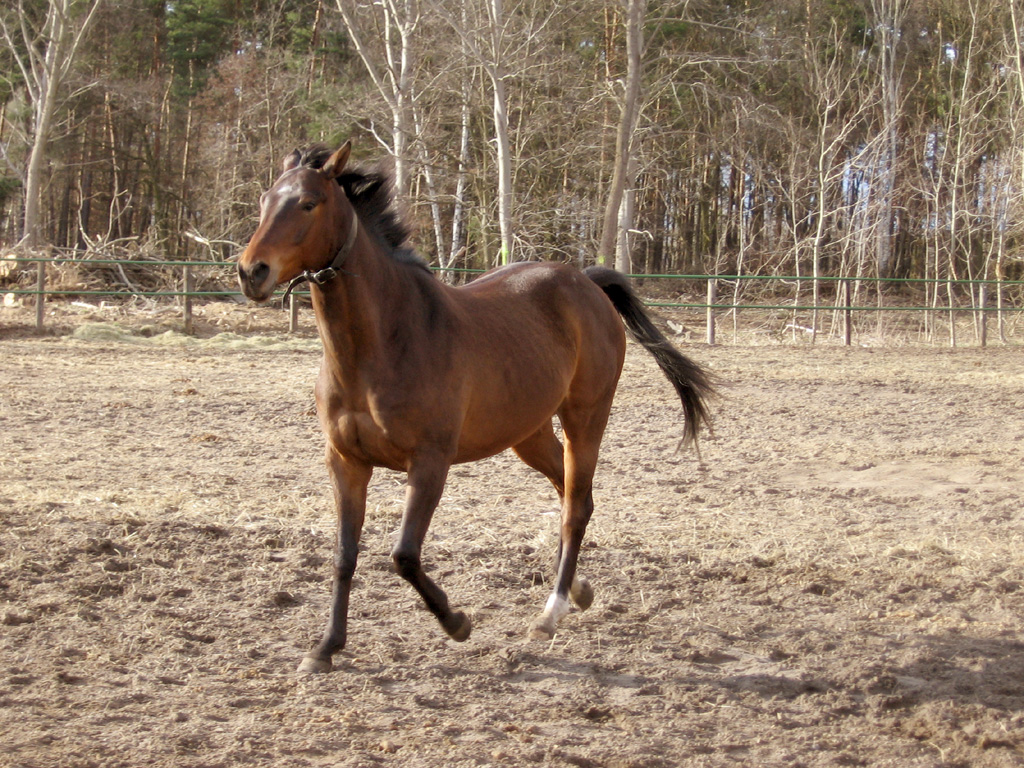
انگلیسی-عرب

این نژاد فرانسوی است که با آمیزش اسب‌های اصیل عرب و انگلیسی اصلاح یافته‌است. اسب اصیل عرب علاوه بر زیبایی و وقار، به این نژاد مقاومت و انعطاف و نرمی در حرکات بخشیده‌است؛ درحالی‌که اسب اصیل انگلیسی قد آن را افزایش داده و سرعت آن را بالا برده‌است.
قد اسب انگلیسی-عرب حدود ۱٫۶۶ متر است و به هر رنگی دیده می‌شود، ولی کهربایی، کرنگ و خاکستری متداول‌ترند. امروزه از این اسب‌ها در مسابقات پرش، استقامت و درساژ استفاده می‌شود.

## پینت (Paint)

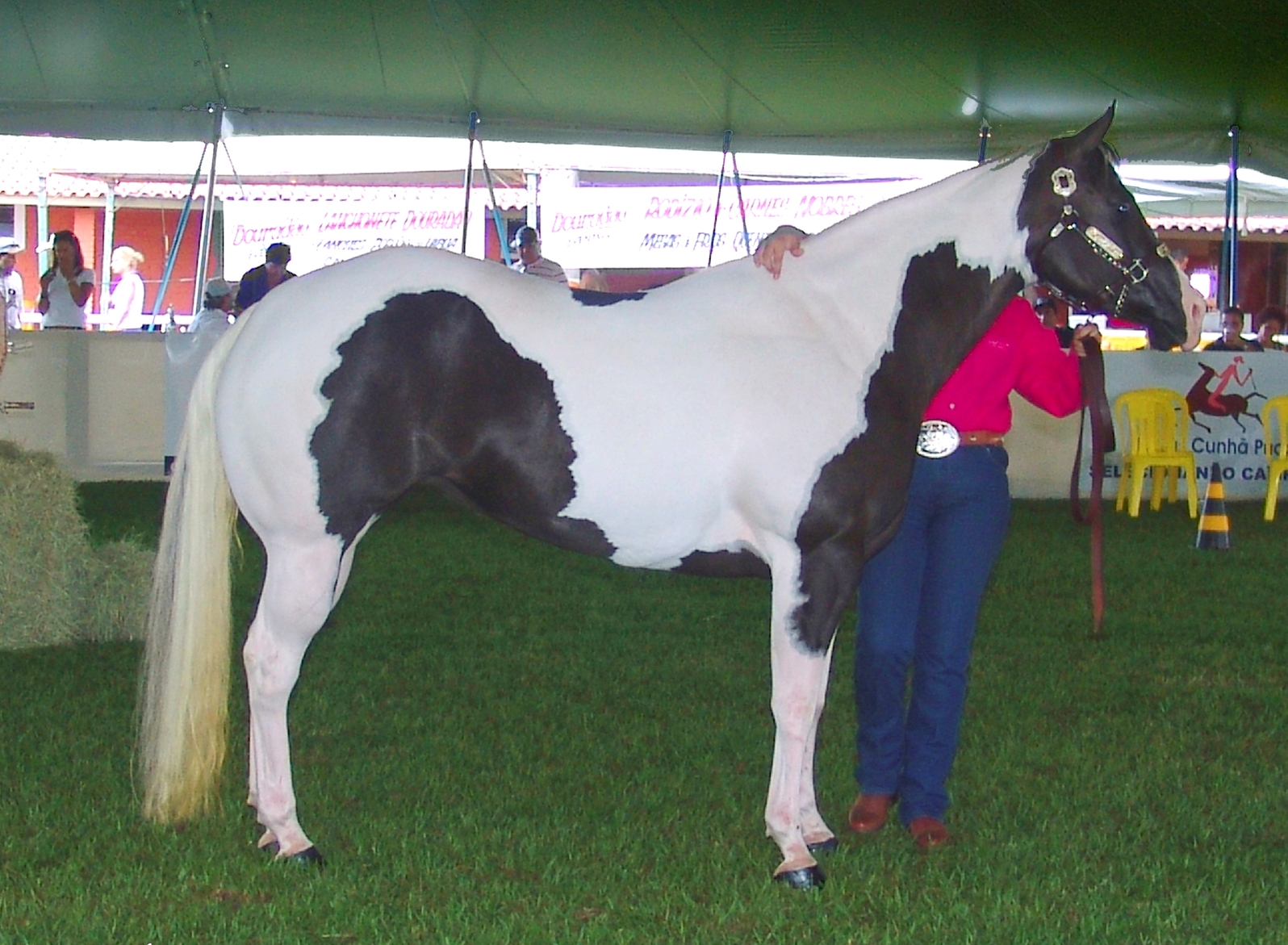
پینت

این نژاد از نژاد کوارترها است، با این تفاوت که این اسب‌ها ابلق هستند. قد آن‌ها بین ۱٫۴۸ تا ۱٫۶۰ متر است. خصوصیات آن‌ها بسیار به کوارترها شبیه است.

## بارب (Barb)
این نژاد بسیار قدیمی است و از آفریقای شمالی ریشه می‌گیرد. به این نژاد پیرامون دو هزار سال پیش در کتاب‌های رومی اشاره شده‌است. از آن زمان تعداد زیادی بارب به اروپا به‌خصوص انگلستان برده شد. ریشهٔ بسیاری از نژادهای امروزی از جمله اسب اسپانیایی به نژاد بسیار قدیمی بارب‌ها بر می‌گردد. از این اسب امروزه برای اصلاح نژاد بسیار استفاده می‌شود.
اسب‌های این نژاد دارای سری بلند، گردنی متوسط و شانه‌هایی پهن هستند. موهای یال و دم این اسب‌ها پرپشت بوده و سم‌های آن‌ها سخت است. قد متوسط آن‌ها حدود ۱٫۵۵ متر است. رنگ آن‌ها نیز معمولاً خاکستری، کهربایی، کهربایی تیره و سیاه است. بارب‌ها اسب‌هایی آرام، شجاع، مقاوم و سریع هستند، به همین دلیل از آن‌ها خیلی در مسابقات غیر دو استفاده می‌شود. این حیوان در شرایط بیابانی بسیار مقاوم است.

## اسب کاسپین (خزری)
شواهدی مربوط به وجود یک اسبِ سواری اولیه و همچنین اسبی که متفاوت با اسب‌های هند و اروپایی باشد در دست است. محققان سال‌ها از وجود نقش یک اسب کوچک روی سنگ‌نگاره‌ها در ایران آگاه بودند اما اغلب این‌طور تفسیر می‌کردند که حجاری اسب‌های کوچک به دلیل کمبود جا بوده‌است. در بعضی از موارد این امر ممکن است دلیلی برای به تصویر درآوردن اندازه‌های متفاوت باشد، همان‌طور که این روش گاهی برای تمیز موقعیت دو یا چند تصویر به کار می‌رفته‌است ولی به ندرت در یک حجاری در مورد تندیس‌ها یا حیوانات رزمی که دارای اندازه‌های کاملاً متفاوت هستند به کار گرفته شده‌است. تخت جمشید و دارابگرد نمونه‌هایی عالی از مورد آخر هستند. در حجاری‌های تخت جمشید اختلاف اندازه بین اسب نسایی و اسب‌های کوچک لیدیایی به ۸٫۲۱ سانتی‌متر می‌رسد. با تطابق این مقدار با اندازه‌های طبیعی، اختلاف قد این دو اسب ۴۰ سانتی‌متر است. در حجاری‌های دارابگرد که از زمان ساسانیان به جا مانده نیز اختلاف بین اندازهٔ این اسب‌ها در همین حد بوده‌است.
اسب خزر به لحاظ ظاهری، تناسب اندام یک اسب بزرگ را دارد برخلاف بسیاری از پونی‌ها که دارای دست و پای کوتاه و تنه درشت هستند، دقیقاً یک اسب مینیاتوری است که شناخت آن از روی عکس و تصویر به‌راحتی امکان‌پذیر نیست و از آن‌جا که شناخت زیادی با اسب نژاد عرب دارد، باید آن را در کنار یک شاخص قرار داد تا بتوان آن را تشخیص داد.
سر کوچک، چشم‌های درشت و برجسته، پیشانی کمی محدب و گوش‌ها کوچک است. پوزهٔ آن‌ها معمولاً کوچک و دارای منخرین باز هستند. گردن آن‌ها معمولاً قوس‌دار، باریک و دارای تناسبی مطلوب است. یال و دم پُرپشت و زیبا، کمر تا حدودی کشیده و بدن آن‌ها تقریباً باریک است. اندام حرکتی در عین ظرافت دارای استخوان‌بندی بسیار قوی و محکم است. دارای سُم بسیار سفت و بیضی شکل است که احتیاج به نعل‌بندی ندارد. از نظر رنگ این نژاد به رنگ‌های سفید، سیاه، نیله یا خاکستری، کرنگ، کهر همانند رنگ کرنگ است فقط یال، دم، دست و پا سیاه است. سمند که همانند رنگ طلایی است فقط موهای یال، دم و قسمت‌های پایینی دست و پا سیاه‌است. در این نژاد تا کنون اسب ابلق دیده نشده‌است. قد اسب خزر کمتر از ۱۲۰ سانتی‌متر است.
1. اسب خزر فاقد Parietal Crest در جمجمهٔ خود است.
2. استخوان کتف در اسب خزر پهن‌تر از سایر نژادهای ایرانی بوده و بیشتر به استخوان کتف نشخوارکنندگان شبیه‌است.
3. متاکارپ و متاتارس اسب خزر نسبت به قد حیوان بلندتر و باریک‌تر است.
4. شش مهرهٔ ابتدایی سینه‌ای دارای تیغهٔ پشتی درازتر نسبت به سایر نژادها هستند و به خاطر همین اختلاف، جدوگاه در اسب خزر بسیار بالاتر از کپل قرار می‌گیرد.
5. سُم اسب خزر باریک و بیضی شکل است.

### تعدادی از نژادهای اسب
- اسب کاسپین
- اسب نسایی
- اسب ترکمن
- اسب عربی
- اسب سیستانی
- اسب کُرد
- اسب بلوچی
- اسب باصری
- اسب فریسن
- اسب شوالسکی
- اسب آخال‌تکه
- اسب مغولی
- اسب ماستنگ
- اسب تروبرد
- اسب بنکر
- اسب مغولی
- اسب ایسلندی
- اسب یومود
- اسب قره‌باغ
- اسب زانیسکاری
- اسب یاقوتستان